# Větrný mlýn v Klisíně
Větrný mlýn v Klisíně u Milevska je zaniklý mlýn německého typu, který stál severovýchodně od Klisína pod vrcholovým skalním blokem vrchu Zběžnice ve výšce přibližně 600 m n. m..

## Historie
Větrný mlýn byl postaven roku 1836 Václavem Urbanem. Urban jej umístil pod vrcholový skalní blok vrchu Zběžnice na pozemkové parcele č. 49, kde se rozkládala pastvina. K mlýnu náležela chalupa čp. 15, která je stále zvána „Větrník“.
Mezi lety 1840–1841 prodal Václav Urban mlýn i s chalupou příbuznému Josefu Vlnovi za 480 zlatých. Vlna zřídil u chalupy dvě zahrady a dvůr o rozloze 301,5 sáhu a zúrodňoval pro svoji potřebu pustou pastvinu na Zběžnici. V polovině roku 1844 požádal o doplacení dluhu za činži z mlýna a zároveň požádal o knihovní potvrzení vlastnictví mlýna s domem, snížení nájmu a převod pastviny do dědičného držení za stávající činži. V srpnu 1844 vykonal úředník obhlídku místa a shledal mlýn „v takřka nepoužitelném stavu“. Protože Vlna nebyl mlynář, ale krejčí, zapsal místo mlynářské činnosti nové osidlování a zúrodňování neplodné a kamenité pastviny a 16. srpna pak doporučil knížeti Schwarzenberg snížení nájmu z mlýna. Kníže tento návrh 18. října téhož roku výrazně upravil a nařídil doplatit vše v původní výši.
Mlýn okolo roku 1850 ukončil provoz. Na vrcholu Zběžnice se z něj pravděpodobně dochovaly zbytky kamenného zdiva. Původně byl vrch Zběžnice holý, majitel panství kníže Schwarzenberg jej od obce získal a dal místo osázet.